# Astrium

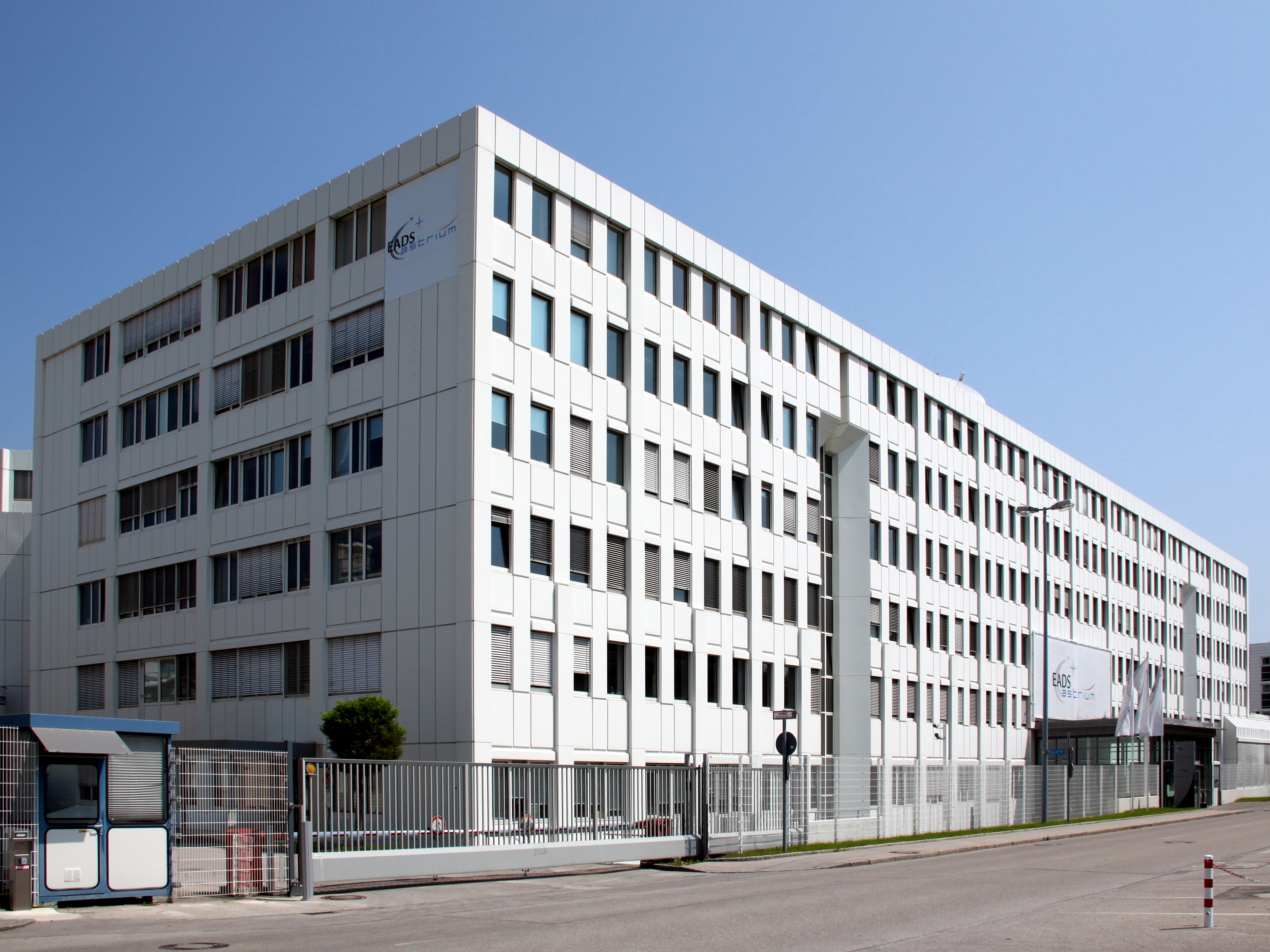
Unidade da EADS Astrium na Alemanha

A Astrium, com sede na França, foi uma subsidiária da European Aeronautic Defence and Space Company (EADS), pertencente ao grupo Airbus, atuando nas áreas de serviços de engenharia, segurança e defesa aeroespacial. Em 2008, a Astrium teve um movimento de caixa de €4.3 bilhões e 18.000 empregados na França, Alemanha, Reino Unido, Espanha e nos Países Baixos.
Em janeiro de 2014, houve uma reestruturação do grupo Airbus e a EADS foi extinta. A fusão de três das subsidiárias da EADS (Astrium, Cassidian e Airbus Military) deu origem a uma nova divisão da Airbus, a Airbus Defence and Space, voltada para os setores aeroespacial, defesa e aviação militar. Outra divisão da EADS, a Eurocopter, passou a ser Airbus Helicopters.

## Modelo de negócio
Suas três áreas principais de atividade eram:
- Astrium Satellites para naves espaciais e segmento terrestre;
- Astrium Space Transportation para lançadores e infraestrutura orbital;
- Astrium Services para o desenvolvimento e entrega de serviços de satélite.

| Cronologia Airbus      |                       |                                                  |                                                  |                                                  |                                                  |                                                  |                                                  |                              |                              |                              |                              |                     |
| 18 de dezembro de 1970 | 01 de janeiro de 1992 | 10 de julho de 2000                              | 18 de setembro de 2000                           | Janeiro de 2001                                  | 01 de dezembro de 2006                           | 01 de abril de 2009                              | 17 de setembro de 2010                           | 17 de janeiro de 2014        | 27 de maio de 2015           | 01 de janeiro de 2017        | 12 de abril de 2017          | 12 de abril de 2017 |
|                        |                       | European Aeronautic Defence and Space Company NV | European Aeronautic Defence and Space Company NV | European Aeronautic Defence and Space Company NV | European Aeronautic Defence and Space Company NV | European Aeronautic Defence and Space Company NV | European Aeronautic Defence and Space Company NV | Airbus Group NV              | Airbus Group SE              | Airbus Group SE              | Airbus SE                    |                     |
| Airbus Industrie GIE   | Airbus Industrie GIE  | Airbus Industrie GIE                             | Airbus Industrie GIE                             | Airbus SAS                                       | Airbus SAS                                       | Airbus SAS                                       | Airbus SAS                                       | Airbus SAS                   | Airbus SAS                   |                              | Airbus SE                    |                     |
| Airbus Industrie GIE   | Airbus Industrie GIE  | Airbus Industrie GIE                             | Airbus Industrie GIE                             |                                                  |                                                  | Airbus Military SAS                              | Airbus Military SAS                              | Airbus Defence and Space SAS | Airbus Defence and Space SAS | Airbus Defence and Space SAS | Airbus Defence and Space SAS |                     |
|                        |                       | EADS Defence and Security                        | EADS Defence and Security                        | EADS Defence and Security                        | EADS Defence and Security                        | EADS Defence and Security                        | Cassidian SAS                                    | Airbus Defence and Space SAS | Airbus Defence and Space SAS | Airbus Defence and Space SAS | Airbus Defence and Space SAS |                     |
|                        |                       | Astrium SAS                                      | Astrium SAS                                      | Astrium SAS                                      | EADS Astrium SAS                                 | EADS Astrium SAS                                 | EADS Astrium SAS                                 | Airbus Defence and Space SAS | Airbus Defence and Space SAS | Airbus Defence and Space SAS | Airbus Defence and Space SAS |                     |
|                        | Eurocopter SA         | Eurocopter SA                                    | Eurocopter SAS                                   | Eurocopter SAS                                   | Eurocopter SAS                                   | Eurocopter SAS                                   | Eurocopter SAS                                   | Airbus Helicopters SAS       | Airbus Helicopters SAS       | Airbus Helicopters SAS       | Airbus Helicopters SAS       |                     |
|                        |                       |                                                  |                                                  |                                                  |                                                  |                                                  |                                                  |                              |                              |                              |                              |                     |
|                        |                       |                                                  |                                                  |                                                  |                                                  |                                                  |                                                  |                              |                              |                              |                              |                     |